# Paul Michael Boyle
Paul Michael Boyle CP (28 de maio de 1926 — 10 de janeiro de 2008) foi prelado estadunidense da Igreja Católica Romana. Foi o primeiro bispo da Diocese de Mandeville, na Jamaica, a qual governou de 1991 a 2004. Anteriormente, foi superior geral da Congregação da Paixão de Jesus Cristo, de 1976 a 1988.

## Biografia
Boyle nasceu em Detroit, Michigan. Em 1946, professou na Província Ocidental da Congregação da Paixão de Jesus Cristo. Foi ordenado em Louisville, Kentucky, em 30 de maio de 1953, e foi enviado a Roma, Itália, para estudos de graduação em Direito Canônico. Recebeu licenciatura em Teologia Sagrada da Pontifícia Universidade São Tomás de Aquino e em Direito Canônico pela Pontifícia Universidade Lateranense em 1957. Também frequentou a Universidade do Noroeste em Evansville, Illinois, a St. John's University em Collegeville, Minnesota, Faculdade St. Regis em Toronto e a Faculdade St. Paul em Detroit.
Entre 1964 d 1965, serviu como presidente da Sociedade do Direito Canônico da América (CLSA) e, de 1965 a 1968, como seu coordenador executivo. Lecionou Direito Canônico e Homilética no Seminário do Sagrado Coração em Louisville e Direito Canônico no Seminário Teológio St. Meinrad de 1965 a 1968. Em 1969, Boyle se tornou presidente da Conferência dos Superiores Gerais de Homens (CMSM), cargo no qual se manteve até 1974. Desse ano em diante, serviu como presidente da Stewardship Services Inc., organização estabelecida pela CMSM para dar assistência financeira a comunidades religiosas. Durante esse período, começou a trabalhar noutro projeto para ajudar comunidades religiosas com administração financeira. Em 1976, ele fundou e se tornou presidente do Religious Communities Trust (RCT), criado para instruir organizações religiosas em investimentos de curto prazo.
Em maio de 1968, Boyle foi eleito superior da Província Passionista de Santa Cruz; de 1976 a 1988, serviu como superior geral da congregação. Em 15 de abril de 1991, o Papa João Paulo II o nomeou para ser o primeiro bispo do recém-criado Vicariato Apostólico de Mandeville, na Jamaica, com sé titular em Canapio. Em 21 de novembro de 1997, Mandeville foi elevada à categoria de diocese e Boyle permaneceu como seu ordinário até 6 de julho de 2004, quando o Vaticano aceitou sua renúncia por força da idade avançada. Retornou então para a comunidade passionista em Louisville, Kentucky, onde viveu seus últimos anos. Ali faleceu aos 81 anos. Seus restos mortais estão sepultados no Cemitério São Paulo da Cruz em Detroit, sua cidade natal.